# El Pino de Tormes
El Pino de Tormes là một đô thị ở tỉnh Salamanca, phía tây Tây Ban Nha, cộng đồng tự trị Castile-Leon. Đô thị này có cự ly 19 kilômét so với thành phố tỉnh lỵ Salamanca và có dân số 178 người.

## Địa lý
Đô thị này có diện tích 20.57 km².
Đô thị này nằm ở khu vực có độ cao 770 mét trên mực nước biển.